# Haworthia angustifolia var. paucifolia
'Haworthia angustifolia var. paucifolia, és una varietat de Haworthia angustifolia del gènere Haworthia de la subfamília de les asfodelòidies.

## Descripció
Haworthia angustifolia var. paucifolia és una petita planta suculenta perennifòlia que no prolifera gaire i les fulles es dobleguen cap a l'exterior. Aquesta varietat és molt petita, amb poques fulles, poques vegades supera una alçada d'uns 7 cm i el cos de la planta sol quedar ben arrelat al sòl. Aquestes diferències no es mantenen en el cultiu.

## Distribució i hàbitat
Aquesta varietat creix a la província sud-africana del Cap Oriental, concretament al llarg de la part baixa del riu Fish al voltant de l'antiga comissaria de policia de Kaffirdrift. Creix prop de H. reinwardtii i les seves varietats.
En el seu hàbitat, les plantes són majoritàriament solitàries, molt ben amagades entre pedres i només les puntes de les fulles són visibles sobre el sòl.

## Taxonomia
Haworthia angustifolia var. paucifolia va ser descrita per G.G.Sm. i publicat a J. S. African Bot. 14: 48, a l'any 1948.
Etimologia
Haworthia: nom en honor del botànic britànic Adrian Hardy Haworth (1767-1833).
angustifolia: epítet llatí que significa "amb fulla estreta".
var. paucifolia: epítet llatí que significa "amb poques fulles".
Sinonímia
- Haworthia angustifolia f. paucifolia (G.G.Sm.) Pilbeam, Haworthia & Astroloba: 36 (1983).
- Haworthia paucifolia (G.G.Sm.) M.Hayashi, Haworthia Study 22: 11 (2010).[6]